# الرابطة الدولية للمياه
الرابطة الدولية للمياه (بالإنجليزية: International Water Association)‏ أو (IWA) هي منظمة غير ربحية ومركز معرفة لقطاع المياه. لدى الرابطة أكثر من 60 عاماً من الخبرة التي تربط خبراء المياه من جميع أنحاء العالم لإيجاد حلول للتحديات المائية في العالم. وبوصفها شبكة من المتخصصين في مجال المياه وشركائها، فإن الرابطة IWA لديها عضوية تضم شركات المرافق والشركات الرائدة في مجالات خدمات المياه وهندسة البنية التحتية والاستشارات، فضلاً عن أكثر من 10,000 فرد. تعمل المنظمة عبر مجموعة واسعة من القضايا التي تغطي دورة المياه الكاملة، مع ثلاثة برامج هم (أحواض المستقبل، مدن المستقبل، خدمات المياه والصرف الصحي) والتي تعمل من أجل تحقيق أهداف التنمية المستدامة ومعالجة التهديد لإمدادات المياه المستدامة المطروحة من تغير المناخ. يقع مقر الرابطة في لندن، مع أمانة عالمية مقرها في لاهاي ومكاتب في بكين وبانكوكونيروبي وسنغافورة.

## التاريخ
تعود جذور الرابطة إلى الجمعية الدولية لإمدادات المياه (IWSA)، التي أُنشئت في عام 1947، والرابطة الدولية لجودة المياه (IAWQ)، التي تشكلت في الأصل باسم الرابطة الدولية لبحوث تلوث المياه في عام 1965. واندمجت المجموعتان في عام 1999 لتشكيل كيان الجمعية ظالرابطة الحالي وذلك لإنشاء منظمة دولية واحدة تركز على دورة المياه الكاملة.

## مهام الجمعية
تتمثل مهمة المجموعة في العمل كشبكة عالمية لخبراء المياه ولرفع المعايير وأفضل الممارسات في الإدارة المستدامة للمياه. تضم الجمعية أربعة أنواع من الأعضاء: الأفراد، الطلاب، الشركات، وأعضاء الإدارة. هناك حوالي 10000 فرد و 500 من أعضاء الشركات، مع أعضاء عاملون بالقطاعات الحكومية في ما يقرب من 80 دولة. 
تستضيف الجمعية سنويا أكثر من 40 من المؤتمرات وورش العمل المتخصصة حول مختلف جوانب إدارة المياه. تشمل الفعاليات التي تنظمها الجمعية المؤتمر والمعرض العالمي للمياه  ومؤتمر ومعرض تنمية المياه.

## برامج الجمعية
لدى الجمعية أربعة برامج تعمل عليه، وهم: 
- أحواض المستقبل[4] (الأمن المائي)
- مدن المستقبل[5] (مدينة مستدامة، التمثيل الغذائي الحضري)
- خدمات المياه والصرف الصحي[6]
- سياسات المياه والتنظيم [7]